# Sandra Sillaste
Sandra Sillaste (* 22. Dezember 1999) ist eine ehemalige estnische Skispringerin.
Sandra Sillaste startete für den Andsumae Skiclub. International nahm sie im Skispringen an keinerlei Wettbewerben teil, bis auf ihren Start beim Europäischen Olympischen Winter-Jugendfestival 2015 in Tschagguns, wo sie im Einzelwettbewerb den 21. Platz belegte.
Bei den Estnischen Meisterschaften 2015 in Otepää gewann Sillaste im Damen-Einzelwettbewerb die Goldmedaille.